# Jāghir Bāzār
Jāghir Bāzār är en fornlämning i Syrien.   Den ligger i provinsen al-Hasakah, i den nordöstra delen av landet, 600 kilometer nordost om huvudstaden Damaskus. Jāghir Bāzār ligger 367 meter över havet.
Terrängen runt Jāghir Bāzār är platt. Runt Jāghir Bāzār är det ganska tätbefolkat, med 179 invånare per kvadratkilometer.. 
Omgivningarna runt Jāghir Bāzār är i huvudsak ett öppet busklandskap.